# Sporting Kampenhout
Maillots
Dernière mise à jour : 29 juin 2018.
Le Sporting Kampenhout est un club de football belge basé à Kampenhout. Porteur du matricule 2615, il tire son nom d'une fusion en 2017 entre le K. Kampenhout SK (matricule 2615) et un cercle voisin, le SK Kampelaar (matricule 9341).
Il évolue en D3 Amateur lors de la saison 2018-2019, ce qui constitue sa 10e saison dans les divisions nationales.

## Histoire
Le Kampenhout Sportkring est fondé le 14 février 1938 et s'affilie à l'Union Belge le 29 avril 1938. Il reçoit à cette occasion le matricule 2615 et est versé dans les séries régionales du brabançonnes. Le club évolue dans les plus basses divisions régionales puis provinciales, avec comme meilleure performance quatre saisons disputées en deuxième provinciale entre 1964 et 1968. En 1980, le club chute jusqu'en quatrième provinciale, le plus bas niveau du football belge, où il reste durant deux saisons.
La fin des années 1980 marque le début d'une période de succès pour le club. Vice-champion de sa série de troisième provinciale en 1987, il remporte le titre la saison suivante, ce qui lui permet de remonter en « P2 ». Douze mois plus tard, Kampenhout remporte un nouveau titre et est promu pour la première fois de son Histoire en première provinciale. Le club continue à engranger de bons résultats, notamment lors de la Coupe de Belgique 1990-1991, au cours de laquelle il élimine le KRC Harelbeke, alors en Division 2, avant de tomber face au FC Malines.
L'année 1992 marque un nouveau tournant dans l'Histoire du club. Il termine deuxième, ce qui lui permet de prendre part au tour final provincial. Le club en sort victorieux, s'ouvrant ainsi les portes de la Promotion, le quatrième et dernier niveau national. Le club termine ses deux saisons en nationales en milieu de classement. Le 8 septembre 1994, le club est reconnu « Société Royale ». Malheureusement, la fête est gâchée par de mauvais résultats en championnat. Le club finit la saison 1994-1995 à l'avant-dernière position, synonyme de relégation en première provinciale. Le 1er juillet 1995, le club adapte son appellation officielle et devient le Koninklijke Kampenhout Sportkring.
Après sa relégation, Kampenhout décroche une nouvelle qualification pour le tour final mais ne parvient cette fois pas à le remporter. Ensuite, il recule en milieu de classement durant une décennie. Les résultats redeviennent meilleurs au début du XXIe siècle et le club finit par remporter le titre provincial en 2004, lui permettant de revenir en Promotion. Le séjour ne dure à nouveau que trois saisons, une avant-dernière place en 2007 le renvoyant en provinciales. Le club doit patienter quatre ans puis remporte un nouveau titre en 2011, synonyme de troisième montée au niveau national. Ce nouveau séjour ne dure que deux saisons. Après avoir assuré facilement son maintien en 2012, le club lutte jusqu'à la dernière journée la saison suivante mais ne peut éviter l'avant-dernière place, synonyme de relégation.
Au terme de la saison 2016-2017, le K. Kampenhout SK (matricule 2615) fusionne avec le SK Kampelaar (matricule 9341) pour former le Sporting Kampenhout, en conservant le matricule 2615 .

## Ancien logo

Ancien logos du K. Kampenhout SK

## Résultats dans les divisions nationales
Statistiques mises à jour le 14 août 2018

### Bilan
| Niv | Divisions     | Jouées | Titres | TM Up | TM Down |
| --- | ------------- | ------ | ------ | ----- | ------- |
| I   | 1re nationale | 0      | 0      |       |         |
| II  | 2e nationale  | 0      | 0      |       |         |
| III | 3e nationale  | 0      | 0      |       |         |
| IV  | 4e nationale  | 8      | 0      |       |         |
| V   | 5e nationale  | 1      | 0      |       |         |
|     |               |        |        |       |         |
|     | TOTAUX        | 9      | 0      | 0     | 0       |

- TM Up : test-match pour départager des égalités, ou toutes formes de Barrages ou de Tour final pour une montée éventuelle.
- TM Down : test-match pour départager des égalités, ou toutes formes de Barrages ou de Tour final pour le maintien.

### Classements
| Ordre               | Saison  | Nom du club         | Niveau                         | Classement final | Remarques |
| ------------------- | ------- | ------------------- | ------------------------------ | ---------------- | --------- |
| 1                   | 1992-93 | K Kampenhout SK     | Promotion série B              | 12e/16           |           |
| 2                   | 1993-94 | K Kampenhout SK     | Promotion série B              | 9e/16            |           |
| 3                   | 1994-95 | K Kampenhout SK     | Promotion série C              | 14e/16           | Relégué!  |
| séries provinciales |         |                     |                                |                  |           |
| 4                   | 2004-05 | K Kampenhout SK     | Promotion série C              | 9e/16            |           |
| 5                   | 2005-06 | K Kampenhout SK     | Promotion série B              | 11e/16           |           |
| 6                   | 2006-07 | K Kampenhout SK     | Promotion série B              | 15e/16           | Relégué!  |
| séries provinciales |         |                     |                                |                  |           |
| 7                   | 2011-12 | K Kampenhout SK     | Promotion série B              | 11e/16           |           |
| 8                   | 2012-13 | K Kampenhout SK     | Promotion série B              | 14e/15           | Relégué!  |
| séries provinciales |         |                     |                                |                  |           |
| 9                   | 2017-18 | Sporting Kampenhout | Division 3 Amateur VFV série B | 11e/16           |           |